# Kolenica
Kolenica je naseljeno mjesto u Republici Hrvatskoj u Zagrebačkoj županiji. 

## Zemljopis
Administrativno je u sastavu općine Rakovec. Naselje se proteže na površini od 1,58 km².

## Stanovništvo
Prema popisu stanovništva iz 2001. godine u naselju Kolenica žive 23 stanovnika i to u 11 kućanstava. Gustoća naseljenosti iznosi 14,56 st./km².
| broj stanovnika |       |       |       |       | 47    | 107   | 62    | 52    | 52    | 65    | 67    | 32    | 44    | 26    | 23    | 16    | 19    |
|                 | 1857. | 1869. | 1880. | 1890. | 1900. | 1910. | 1921. | 1931. | 1948. | 1953. | 1961. | 1971. | 1981. | 1991. | 2001. | 2011. | 2021. |